# Maroulas (Kythnos)

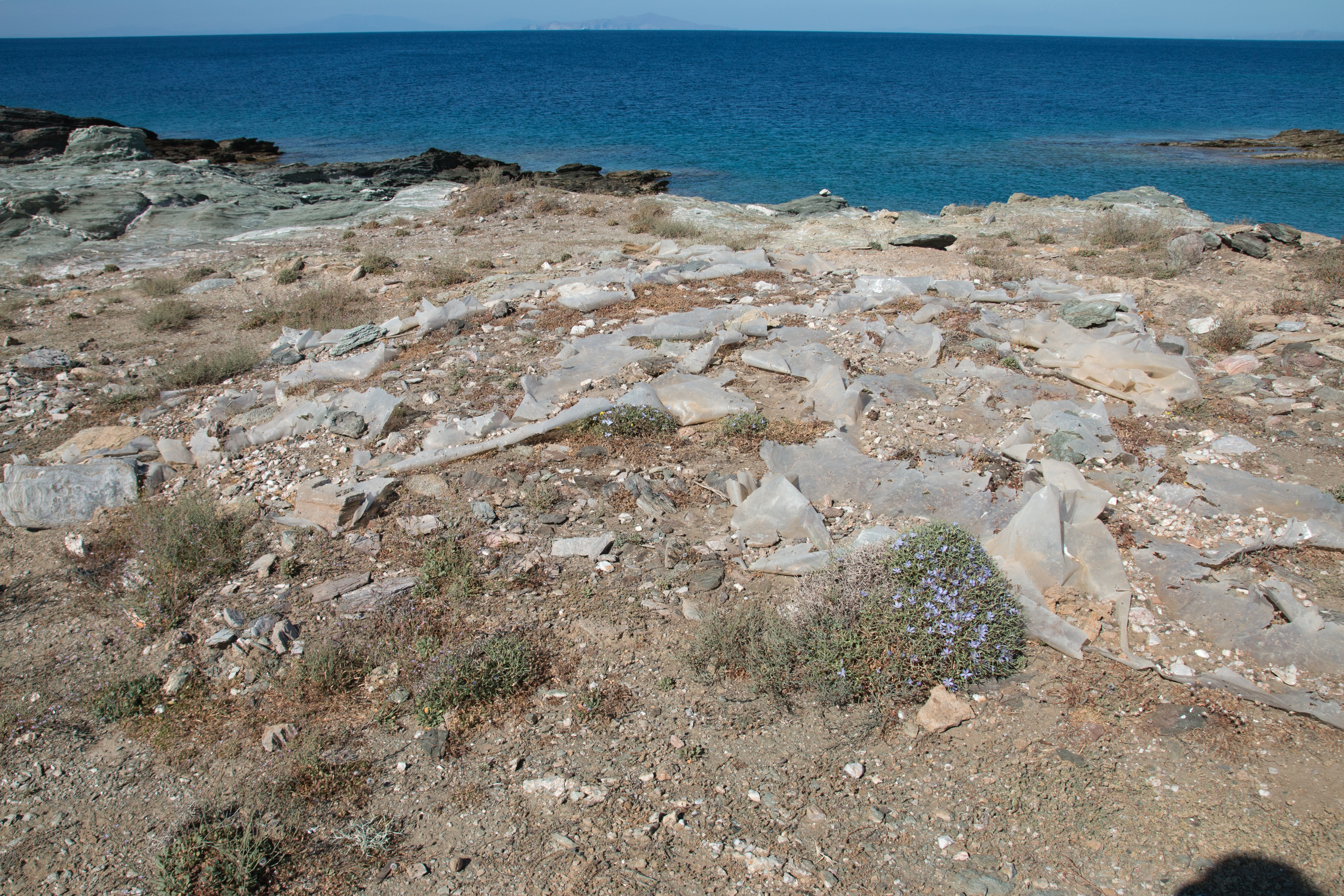
Maroulas (2019)

Der archäologische Fundort Maroulas (griechisch Μαρουλάς (m. sg.)) in der Nähe von Loutra auf der Kykladeninsel Kythnos wird in die späte Mittelsteinzeit ins 9. bis 8. Jahrtausend v. Chr. datiert und ist damit die heute älteste bekannte Siedlung der Kykladen. Archäologische Ausgrabungen zwischen 1996 und 2005 ergaben mehrere kreisförmigen Strukturen, die wahrscheinlich als Behausung dienten sowie einige Gräber mit unversehrten menschlichen Skeletten in Hockstellung.
Die Stätte wurde 1975 als präneolithische Siedlung identifiziert, aber diese Ansicht wurde bis zur ersten Ausgrabung der Stätte im Jahr 1996 stark angezweifelt. Die Arbeiten wurden zwischen 2001 und 2005 von der Universität der Ägäis und dem 21. Ephorat der Kykladen fortgesetzt. An der Stätte wurden architektonische Strukturen, Gräber, Steinwerkzeuge und Nahrungsreste aus Fauna und Flora entdeckt. Es werden Anstrengungen unternommen, um die Siedlung zu restaurieren, zu schützen und als archäologische Stätte zu nutzen.

## Lage
Die mittelsteinzeitliche Siedlungsplatz Maroulas liegt auf einer flachen Landspitze nordöstlich des neuzeitlichen Dorfes Loutra. Zur Zeit seiner Existenz lag Maroulas etwa 50 bis 60 m über dem heutigen Meeresspiegel. Das Vorrücken der Küstenlinie zerstörte einen Großteil des Siedlungsplatzes, die Restfläche erstreckt sich auf etwa 1500 m².

## Archäologische Ausgrabung
Im Zuge einer archäologischen Bodenbegehung entdeckte der US-amerikanische Anthropologe Kenneth Honea im Juli 1972 den Siedlungsplatz und sammelte eine große Anzahl von Artefakten, vor allem aus Obsidian. Die Ausgrabungen begannen 1996 und wurden nach einer mehrjährigen Unterbrechung in den Jahren 2001 bis 2006 vom Fachbereich Mediterrane Studien der Universität der Ägäis in Zusammenarbeit mit der  21. Ephorie für Prähistorische und Klassische Altertümer und der Jagiellonen-Universität Krakau fortgesetzt. Die Funde wurden 2010 veröffentlicht.
Die Bewohner von Maroulas ernährten sich überwiegend von Töpferschnecken (Helix figulina), aber auch von Muscheln und Fischen. Bemerkenswert ist der Fund von Knochen eines domestizierten Schweins. Da dieses Tier nicht zur natürlichen Fauna der Kykladen zählt muss seine Domestizierung in einem anderen Gebiet erfolgt sein. Mahlsteine und einige schüsselähnliche Reibesteine lassen die Verarbeitung von pflanzlichen Nahrungsmitteln vermuten.
Obwohl Obsidian von Milos in allen Bearbeitungsstadien von unbehandelten Rohlingen bis zu Abschlägen häufig aufgefunden wurde, verwendeten die Bewohner von Maroulas hauptsächlich den reichlich auf der Insel vorkommenden Quarz für die Werkzeugherstellung. Die Obsidianfunde sowie die Ähnlichkeit der Steinbearbeitung von Kerame auf Ikaria scheinen zu belegen, dass bereits seit dem 9. Jahrtausend v. Chr. der Austausch von Waren und Kontakten in der Ägäis existierte.
Chronologisch wird die Besiedelung von Maroulas zwischen 8600 und 7800 v. Chr. datiert, etwas früher mindestens aber zeitgleich mit der Franchthi-Höhle auf der Peloponnes und früher als die Kyklopen-Höhle auf Gioura eingeordnet.